# Август Горх
Август Горх (нім. August Horch; 12 жовтня 1868, Віннінген, Рейнська провінція — 3 лютого 1951, Мюнхберг, Баварія) — німецький інженер та піонер у галузі автомобілів, засновник гіганта виробництва, який з часом став Audi.

## Початок

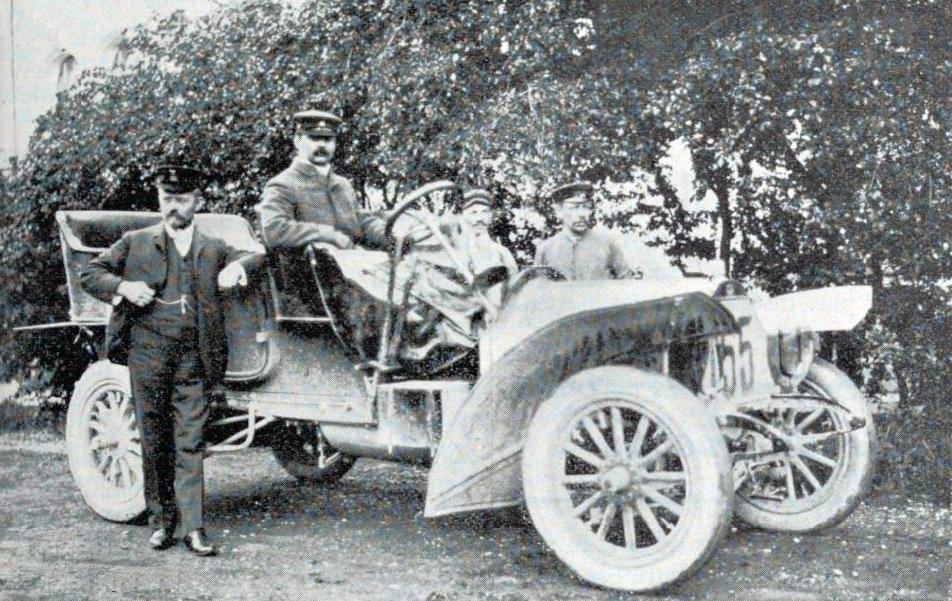
1906 р. Horch, який доктор Рудольф Шьосс здобув до перемоги в суді над Геркомером.

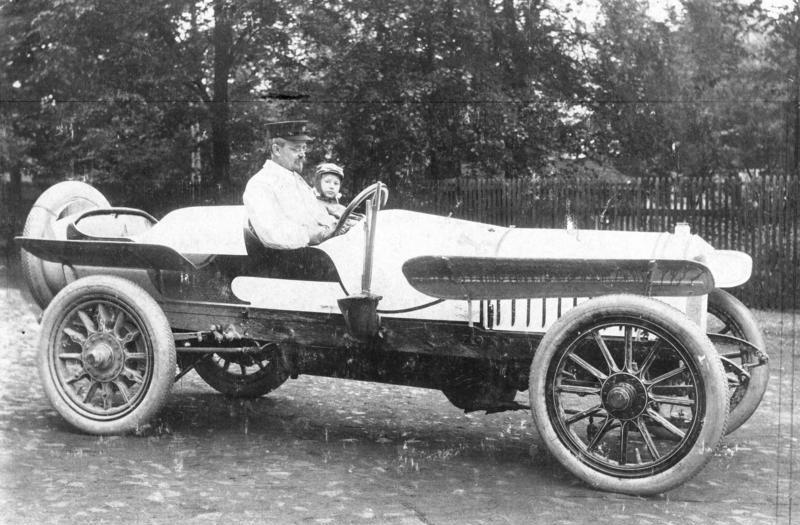
Август Горх на автомобілі Horch, 1908 рік

Август Горх народився у м. Віннінген, Рейнська провінція. Первинно займався ковальством, а потім здобув освіту в Hochschule Mittweida (Технічний коледж Міттвайда). Отримавши диплом інженера, працював у суднобудуванні. Горх працював на Карла Бенца з 1896 р. до того, як заснував A. Horch & Co. в листопаді 1899 р. в Еренфельді, Кельн, Німеччина.

## Виробництво

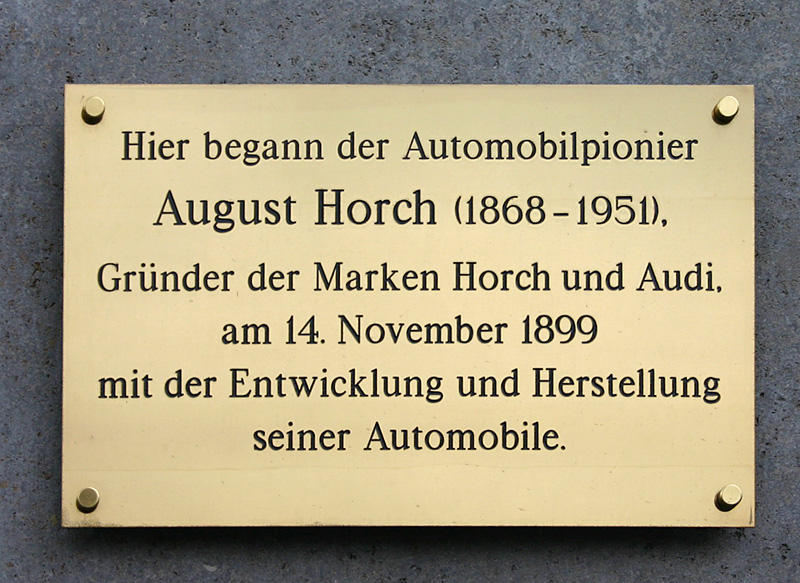
Меморіальна плита в Кельні, Німеччина.

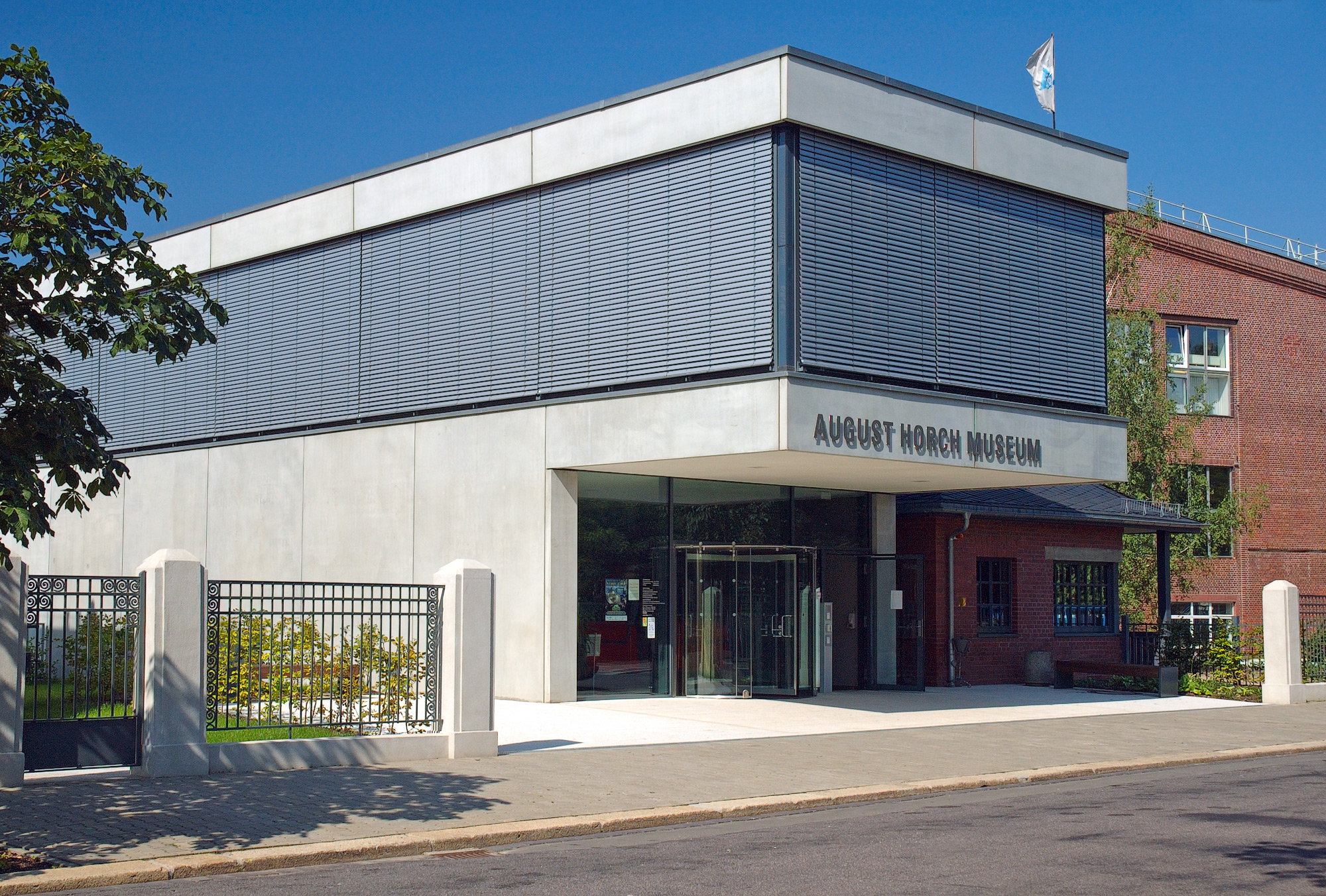
Музей Августа Горха в Цвікау

Перший автомобіль Horch був побудований в 1901 році. Компанія переїхала до Райхенбаха в 1902 році та Цвікау в 1904 році. Горх покинув компанію в 1909 році після суперечки і створив конкуренцію в Цвікау. Спочатку його нову фірму називали Horch Automobil-Werke GmbH, але після юридичного суперечки щодо назви Horch він вирішив створити іншу автомобільну компанію. (Суд вирішив, що Horch є зареєстрованою торговою маркою від імені колишніх партнерів Августа Горха, і Август Горх більше не має права використовувати її). Отже, Горх назвав свою нову компанію Audi Automobilwerke GmbH в 1910 році, Audi — це латинізація Horch.

## Після Audi
Горх покинув Audi у 1920 р., поїхав до Берліна і влаштувався на різні роботи. Він опублікував свою автобіографію «Я будував автомобілі» (Ich Baute Autos) у 1937 році. Він також працював у правлінні Auto Union, спадкоємця Audi Automobilwerke GmbH. Він був почесним громадянином Цвікау і мав вулицю, названу на честь його автомобілів Audi, як у Цвікау, так і в його рідному місті Віннінген. Він став почесним професором Брауншвейзького технічного університету.